# American Zoetrope
American Zoetrope ou também chamado de Zoetrope Studios é um estúdio de cinema fundado por Francis Ford Coppola e George Lucas.
Inaugurado em 12 de dezembro de 1969, American Zoetrope foi um dos primeiros estúdios a adotar o cinema digital, incluindo alguns dos primeiros usos de HDTV.[carece de fontes?] O estúdio produziu não apenas os filmes de Coppola (incluindo Apocalypse Now, Drácula de Bram Stoker e Tetro), mas também produções de George Lucas anteriores a Star Wars (THX 1138 e American Graffiti), bem como muitos outros por diretores renomados, como Jean-Luc Godard, Akira Kurosawa, Wim Wenders e Godfrey Reggio.
Quatro filmes produzidos pela American Zoetrope estão incluídos na lista dos melhores filmes estadunidenses segundo o American Film Institute. Filmes produzidos pelo estúdio receberam 15 Oscars e 68 indicações. Lost in Translation, escrito e dirigido por Sofia Coppola e produzido também por Zoetrope, ganhou o Oscar de melhor roteiro adaptado em 2003.

## Formação
Coppola deu esse nome ao estúdio por causa de um zootropo que ele recebeu nos anos 1960 de um cineasta e colecionador de instrumentos cinematográficos antigos, Mogens Skot-Hansen. De 1979 até 1990, a companhia era também conhecida como Zoetrope Studios. "Zoetrope" é também o nome pela qual a revista de ficção trimestral de Coppola, Zoetrope: All-Story, muitas vezes é conhecida.
American Zoetrope é agora inteiramente de propriedade dos filhos de Coppola, os diretores Roman Coppola e Sofia Coppola.
A sede da empresa está no edifício histórico Columbus Tower, North Beach, nos arredores de São Francisco.

## Filmografia
||

| Data | Filme                                         | Diretor                                          | Companhia         | Crédito                                                        | Notas       |
| ---- | --------------------------------------------- | ------------------------------------------------ | ----------------- | -------------------------------------------------------------- | ----------- |
| 2013 | Jeepers Creepers 3: Cathedral                 | Victor Salva                                     | American Zoetrope | Companhia de produção                                          |             |
| 2013 | The Bling Ring                                | Sofia Coppola                                    | American Zoetrope | Companhia de produção                                          |             |
| 2012 | A Glimpse Inside the Mind of Charles Swan III | Roman Coppola                                    | American Zoetrope | Companhia de produção                                          |             |
| 2012 | On the Road                                   | Walter Salles                                    | American Zoetrope | Companhia de produção                                          |             |
| 2011 | Twixt                                         | Francis Ford Coppola                             | American Zoetrope | Companhia de produção                                          | [ 3 ]       |
| 2010 | Somewhere                                     | Sofia Coppola                                    | American Zoetrope | Companhia de produção                                          |             |
| 2009 | Tetro                                         | Francis Ford Coppola                             | American Zoetrope | Companhia de produção                                          | [ 3 ]       |
| 2007 | Youth Without Youth                           | Francis Ford Coppola                             | American Zoetrope | Companhia de produção                                          | [ 3 ]       |
| 2006 | Marie Antoinette                              | Sofia Coppola                                    | American Zoetrope | Companhia de produção                                          | [ 3 ]       |
| 2006 | The Good Shepherd                             | Robert De Niro                                   | American Zoetrope | Companhia de produção                                          | [ 3 ]       |
| 2004 | Kinsey                                        | Bill Condon                                      | American Zoetrope | Companhia de produção (não creditada)                          | [ 3 ]       |
| 2003 | Lost in Translation                           | Sofia Coppola                                    | American Zoetrope | Companhia de produção                                          | [ 3 ]       |
| 2003 | Jeepers Creepers II                           | Victor Salva                                     | American Zoetrope | Companhia de produção                                          | [ 3 ]       |
| 2002 | Pumpkin                                       | Anthony Abrams and Adam Larson Broder            | American Zoetrope | Companhia de produção                                          | [ 3 ]       |
| 2002 | Assassination Tango                           | Robert Duvall                                    | American Zoetrope | Companhia de produção                                          | [ 3 ]       |
| 2001 | Jeepers Creepers                              | Victor Salva                                     | American Zoetrope | Companhia de produção                                          | [ 3 ]       |
| 2001 | No Such Thing                                 | Hal Hartley                                      | American Zoetrope | Companhia de produção                                          | [ 3 ]       |
| 2001 | Suriyothai                                    | Chatrichalerm Yukol                              | American Zoetrope | Companhia de produção                                          | [ 3 ]       |
| 1999 | The Florentine                                | Nick Stagliano                                   | American Zoetrope | Companhia de produção                                          |             |
| 1999 | The Virgin Suicides                           | Sofia Coppola                                    | American Zoetrope | Companhia de produção                                          | [ 3 ]       |
| 1999 | The Third Miracle                             | Agnieszka Holland                                | American Zoetrope | Companhia de produção                                          | [ 3 ]       |
| 1999 | Sleepy Hollow                                 | Tim Burton                                       | American Zoetrope | Companhia de produção                                          | [ 3 ]       |
| 1998 | Moby Dick                                     | Franc Roddam                                     | American Zoetrope | Companhia de produção                                          | [ 3 ]       |
| 1997 | The Rainmaker                                 | Francis Ford Coppola                             | American Zoetrope | Companhia de produção                                          | [ 3 ]       |
| 1997 | Buddy                                         | Caroline Thompson                                | American Zoetrope | Companhia de produção (como An American Zoetrope Production)   | [ 3 ]       |
| 1997 | The Odyssey                                   | Andrei Konchalovsky                              | American Zoetrope | Companhia de produção (como American Zoetrope San Francisco)   | [ 3 ]       |
| 1996 | Jack                                          | Francis Ford Coppola                             | American Zoetrope | Companhia de produção                                          | [ 3 ]       |
| 1995 | Haunted                                       | Lewis Gilbert                                    | American Zoetrope | Companhia de produção                                          |             |
| 1995 | My Family                                     | Gregory Nava                                     | American Zoetrope | Companhia de produção                                          | [ 3 ]       |
| 1994 | Frankenstein                                  | Kenneth Branagh                                  | American Zoetrope | Companhia de produção                                          | [ 3 ]       |
| 1994 | Don Juan DeMarco                              | Jeremy Levin                                     | American Zoetrope | Companhia de produção                                          | [ 3 ]       |
| 1993 | The Secret Garden                             | Agnieszka Holland                                | American Zoetrope | Companhia de produção                                          | [ 3 ]       |
| 1992 | Bram Stoker's Dracula                         | Francis Ford Coppola                             | American Zoetrope | Companhia de produção                                          | [ 3 ]       |
| 1992 | Wind                                          | Carroll Ballard                                  | American Zoetrope | Companhia de produção                                          | [ 3 ]       |
| 1991 | Hearts of Darkness: A Filmmaker's Apocalypse  | Fax Bahr, Eleanor Coppola, e George Hickenlooper | American Zoetrope | Companhia de produção                                          | [ 3 ]       |
| 1990 | The Outsiders                                 | Francis Ford Coppola                             | Zoetrope Studios  | Companhia de produção                                          |             |
| 1990 | The Godfather: Part III                       | Francis Ford Coppola                             | Zoetrope Studios  | Companhia de produção                                          | [ 3 ]       |
| 1989 | Wait Until Spring, Bandini                    | Dominique Deruddere                              | Zoetrope Studios  | Companhia de produção                                          | [ 3 ]       |
| 1987 | Tough Guys Don't Dance                        | Norman Mailer                                    | Zoetrope Studios  | Companhia de produção                                          |             |
| 1987 | Gardens of Stone                              | Francis Ford Coppola                             | Zoetrope Studios  | Companhia de produção                                          | [ 3 ]       |
| 1987 | Barfly                                        | Barbet Schroeder                                 | Zoetrope Studios  | Companhia de produção                                          | [ 3 ]       |
| 1986 | Peggy Sue Got Married                         | Francis Ford Coppola                             | Zoetrope Studios  | Companhia de produção                                          | [ 3 ]       |
| 1985 | Seven Minutes in Heaven                       | Linda Feferman                                   | Zoetrope Studios  | Companhia de produção                                          |             |
| 1985 | Mishima: A Life in Four Chapters              | Paul Schrader                                    | Zoetrope Studios  | Companhia de produção                                          | [ 3 ]       |
| 1984 | The Cotton Club                               | Francis Ford Coppola                             | Zoetrope Studios  | Companhia de produção                                          | [ 3 ]       |
| 1983 | The Outsiders                                 | Francis Ford Coppola                             | Zoetrope Studios  | Companhia de produção                                          | [ 3 ]       |
| 1983 | Rumble Fish                                   | Francis Ford Coppola                             | Zoetrope Studios  | Companhia de produção                                          | [ 3 ]       |
| 1983 | The Black Stallion Returns                    | Robert Dalva                                     | Zoetrope Studios  | Companhia de produção                                          | [ 3 ]       |
| 1982 | The Making of 'One from the Heart'            | Tony St. John                                    | Zoetrope Studios  | Companhia de produção                                          |             |
| 1982 | Hammett                                       | Wim Wenders                                      | Zoetrope Studios  | Production Company                                             | [ 3 ]       |
| 1982 | One from the Heart                            | Francis Ford Coppola                             | American Zoetrope | Distribuidor                                                   |             |
| 1982 | One from the Heart                            | Francis Ford Coppola                             | Zoetrope Studios  | Companhia de produção                                          | [ 3 ]       |
| 1982 | The Grey Fox                                  | Phillip Borsos                                   | Zoetrope Studios  | Companhia de produção                                          | [ 3 ]       |
| 1982 | The Escape Artist                             | Caleb Deschanel                                  | Zoetrope Studios  | Companhia de produção                                          | [ 3 ]       |
| 1980 | Kagemusha                                     | Akira Kurosawa                                   | Zoetrope Studios  | Companhia de produção                                          | [ 3 ]       |
| 1980 | Sauve qui peut (la vie)                       | Jean-Luc Godard                                  | Zoetrope Studios  | Companhia de produção                                          | [ 3 ]       |
| 1979 | Apocalypse Now                                | Francis Ford Coppola                             | Zoetrope Studios  | Companhia de produção                                          | [ 3 ] [ 4 ] |
| 1974 | The Conversation                              | Francis Ford Coppola                             | American Zoetrope | Companhia de produção                                          | [ 3 ]       |
| 1974 | The Godfather: Part II                        | Francis Ford Coppola                             | American Zoetrope | Instalações de produção (como American Zoetrope San Francisco) | [ 3 ]       |
| 1971 | THX 1138                                      | George Lucas                                     | American Zoetrope | Companhia de produção                                          | [ 3 ]       |
| 1969 | The Rain People                               | Francis Ford Coppola                             | American Zoetrope | Companhia de produção                                          | [ 3 ] [ 5 ] |
| 1968 | Finian's Rainbow                              | Francis Ford Coppola                             | American Zoetrope | Companhia de produção                                          | [ 3 ]       |
| 1966 | You're a Big Boy Now                          | Francis Ford Coppola                             | American Zoetrope | Companhia de produção                                          | [ 3 ]       |
| 1963 | Dementia 13                                   | Francis Ford Coppola                             | American Zoetrope | Companhia de produção                                          | [ 3 ]       |